# د. دبليو. ديفيس
د. دبليو. ديفيس (بالإنجليزية: David William Davis)‏ هو سياسي أمريكي وبريطاني، ولد في 23 أبريل 1873 في كارديف في المملكة المتحدة، وتوفي في 5 أغسطس 1959 في بويسي في الولايات المتحدة. حزبياً، نشط في الحزب الجمهوري. وقد انتخب Governor of Idaho ‏ (6 يناير 1919 – 1923).